# الدوري الأمريكي لكرة السلة للمحترفين 1984–85
الدوري الأمريكي لكرة السلة للمحترفين 1984–85 (بالإنجليزية: 1984–85 NBA season)‏ هو موسم من الرابطة الوطنية لكرة السلة. أقيم خلال الفترة 26 أكتوبر 1984 وحتى 9 يونيو 1985، وأشرف على تنظيمه الرابطة الوطنية لكرة السلة، وفاز فيه لوس أنجلوس ليكرز.